# Động đất Kashmar 2024
Động đất Kashmar 2024 (tiếng Ba Tư: زمین‌لرزه ۱۴۰۳ کاشمر) là trận động đất xảy ra vào lúc 13:24 (IRST), ngày 18 tháng 6 năm 2024. Trận động đất có cường độ 4,9 mb, tâm chấn độ sâu khoảng 10 km. Trận động đất đã làm 4 người chết, 120 người bị thương.